# Špela Ponomarenko Janić
Špela Ponomarenko Janić, slovenska kajakašica na mirnih vodah, * 2. oktober 1981, Koper.
Ponomarenkova je za Slovenijo nastopila na Poletnih olimpijskih igrah 2008, kjer je v disciplini K-1 500 m osvojila šesto mesto. Na zaključni slovesnosti je bila nosilka slovenske zastave.